# Laura Walker
Laura Anne Walker (1º luglio 1970) è un'ex nuotatrice statunitense.
Specializzata nello stile libero, ha vinto la medaglia di bronzo nella staffetta 4x100 m sl alle Olimpiadi di Seoul 1988.

## Palmarès
- Giochi olimpici

Seoul 1988: bronzo nella staffetta 4x100 m sl.
- Giochi PanPacifici

1985 - Tokyo: oro nella staffetta 4x200 m sl.
1987 - Brisbane: oro nella staffetta 4x100 m sl